# Ранитидина висмута цитрат
Ранитиди́на ви́смута цитра́т (торговые наименования: Пилори́д, Tritec) — лекарственное средство, обладающее антисекреторным и бактерицидным действием.
Групповая принадлежность: H2-гистаминовых рецепторов блокатор.

## Форма

### Физическая
Таблетки. Таблетка, покрытая оболочкой, содержит ранитидина висмута цитрата 400 мг; в блистере 14 шт., в коробке 1, 2 или 4 блистера.

### Химическая
N-/2-///5-/(Диметиламино)метил/-2-фуранил/метил/тио/этил/-N'-метил-2-нитро-1,1- этендиамина висмута цитрат.

## Фармакологические свойства
Противоязвенное средство, действие которого обусловлено двумя активными ингредиентами. Ранитидин — блокатор H2-гистаминовых рецепторов, подавляет базальную и стимулированную, дневную и ночную секрецию желудочного сока, уменьшая как объём его секреции, так и концентрацию соляной кислоты и пепсина в секрете. Висмута цитрат in vitro оказывает бактерицидное действие на Helicobacter pylori, защитное действие на слизистую оболочку желудка.

## Показания
Язвенная болезнь желудка и двенадцатиперстной кишки, в том числе ассоциированная с Helicobacter pylori (в комбинации с амоксициллином или кларитромицином).

## Перспективы перепрофилирования
Обнаружено, что ранитидина висмута цитрат может также оказаться эффективным средством против коронавируса SARS-CoV-2, поскольку проявляя низкую цитотоксичность способен защитить клетки, от инфицированния вирусом SARS-CoV-2, с индексом селективности, в несколько раз превышающим таковой у ремдесивира. Это связано с тем что он ингибирует активность необходимой для репликации вируса хеликазы Nsp13 SARS-CoV-2 за счет необратимого вытеснения ионов цинка (II) из фермента ионами висмута (III).

## Противопоказания
Гиперчувствительность, острая порфирия, хроническая почечная недостаточность (КК менее 25 мл/мин), детский возраст (до 14 лет), беременность, период лактации.

## Побочные действия
Со стороны пищеварительной системы: гастралгия, диарея или запоры, повышение активности «печеночных» трансаминаз, гепатит (гепатоцеллюлярный, холестатический или смешанный, с желтухой или без, обычно обратимый), острый панкреатит. Со стороны сердечно-сосудистой системы: снижение АД, брадикардия, AV блокада, загрудинные боли, асистолия (при инъекционном введении). Со стороны органов кроветворения: анемия, лейкопения, тромбоцитопения, агранулоцитоз, панцитопения, аплазия костного мозга. Со стороны нервной системы и органов чувств: головная боль, головокружение, депрессии, галлюцинации, у тяжелых и престарелых больных — нарушение зрительного восприятия (связанное с нарушением аккомодации); нарушение вкуса; тремор, спутанность сознания. Со стороны опорно-двигательного аппарата: артралгия, миалгия. Аллергические реакции: кожный зуд, крапивница, ангионевротический отек, бронхоспазм, анафилактический шок, анафилактоидные реакции. Прочие: гинекомастия у мужчин.
Передозировка. Симптомы: нейро- и нефротоксичность. Лечение: промывание желудка, симптоматическая терапия. Ранитидин и висмут могут быть удалены из кровотока путём гемодиализа.

## Способ применения и дозы
Внутрь, независимо от приема пищи, 2 раза в сутки (утром и вечером). При лечении и профилактике доброкачественной язвы желудка и 12-перстной кишки, а также для эрадикации Helicobacter pylori и облегчения сопутствующих симптомов диспепсии используют следующие схемы комбинированной терапии. В течение 7 дней — 3 ЛС: Схема 1. По 2 раза в сутки — ранитидина висмута цитрат 400 мг, кларитромицин 500 мг, метронидазол 400 мг или амоксициллин 1 г. Схема 2. По 2 раза в сутки — ранитидина висмута цитрат 400 мг, кларитромицин 250 мг, метронидазол по 400 или 500 мг или тинидазол по 500 мг. Схема 3. Ранитидина висмута цитрат по 400 мг 2 раза в сутки, метронидазол по 500 мг 3 раза в сутки, тетрациклин по 500 мг 4 раза в сутки. Схема 4. По 2 раза в сутки — ранитидина висмута цитрат 400 мг, тинидазол 500 мг, амоксициллин 1 г. В течение 14 дней — 2 ЛС: Схема 5. Ранитидина висмута цитрат по 400 мг 2 раза в сутки и кларитромицин по 500 мг 2 или 3 раза в сутки. Схема 6. Ранитидина висмута цитрат по 400 мг 2 раза в сутки и амоксициллин по 500 мг 4 раза в сутки. Для стимулирования процессов регенерации при язвенной болезни желудка и 12-перстной кишки — по 800 мг/сут (за 2 приема) в течение 28 дней. Для лечения язвы 12-перстной кишки — по 800 мг/сут (за 2 приема) в течение 4 недель (можно продлить до 8 недель в случае необходимости); при язве желудка — 8 недель.

## Особые указания
Перед началом терапии исключают возможность малигнизации язвы желудка, так как ранитидин висмута цитрат может маскировать симптомы карциномы желудка. Пациентам с легкими или умеренными нарушениями функции почек при КК не менее 50 мл/мин коррекции дозы не требуется. У пожилых пациентов при КК более 25 мл/мин дозу не изменяют. Изменения дозы при печеночной недостаточности не требуется, так как ранитидин и висмут выводятся главным образом почками. Блокаторы H2-гистаминовых рецепторов следует принимать через 2 часа после приема итраконазола или кетоконазола во избежание значительного уменьшения их всасывания. Блокаторы H2-гистаминовых рецепторов могут противодействовать влиянию пентагастрина и гистамина на кислотообразующую функцию желудка, поэтому в течение 24 часов, предшествующих тесту, применять блокаторы H2-гистаминовых рецепторов не рекомендуется. Блокаторы H2-гистаминовых рецепторов могут подавлять кожную реакцию на гистамин, приводя т.о. к ложноотрицательным результатам (перед проведением диагностических кожных проб для выявления аллергической кожной реакции немедленного типа использование блокаторов H2-гистаминовых рецепторов рекомендуется прекратить). Как и при применении других, содержащих висмут лекарственных средств, возможно потемнение кала и почернение языка. Препарат принимают с едой или вне зависимости от приема пищи.

## Взаимодействие
Кларитромицин повышает абсорбцию ранитидина. Концентрация кларитромицина в плазме не изменяется при сочетании с ранитидина висмута цитратом. При одновременном приеме ранитидина висмута цитрата с антацидами абсорбция висмута не изменяется. Лекарственные средства, угнетающие костный мозг, увеличивают риск нейтропении. Уменьшает абсорбцию итраконазола и кетоконазола вследствие увеличения pH в ЖКТ.